# Doubs
Doubs (pronúncia local: [du] (escutarⓘ)) é uma comuna francesa na região administrativa de Borgonha-Franco-Condado, no departamento de Doubs. Estende-se por uma área de 8,94 km². Em 2010 a comuna tinha 3 218 habitantes (densidade: 360 hab./km²).